# Un día normal en el maravilloso mundo de Ariel Minimal
Un día normal en el maravilloso mundo de Ariel Minimal es el segundo disco solista de Ariel Minimal, cantante de Pez, grupo de rock argentino. Fue grabado en febrero de 2006 y editado por el propio Minimal, quien además lo produjo, mediante su propio sello independiente Azione Artigianale.
El ingeniero de grabación, mezcla y masterización fue Mauro Taranto. El diseño pertenece a Hernán Archivado el 22 de marzo de 2007 en Wayback Machine.. Las ilustraciones son obra de Alejandro Leonelli y la fotografía es de Nora Lezano.

## Canciones
1. Dejar de matar, dejar de mentir (2:30)
2. La canción del tren (3:27)
3. Compañera (3:14)
4. Disimular (2:43)
5. Elástica (3:38)
6. Pioneros (2:06)
7. Monzón (2:40)
8. Tornado violento (1:57)
9. A los amigos (3:47)
10. Milagritos (1:23)
11. Cada día un poco más (2:23)
12. Cosas que nos hacen sentir bien (1:42)

- Letra y música: Ariel Minimal, excepto “La canción del tren”: letra de Florencia Flopa Lestani, Gabriel Gabo Ferro, Ariel Minimal.

## Personal
En este disco, Ariel Minimal se encarga de todos los instrumentos, ejecutando:
- Guitarras
- Guitarras acústicas
- Bajo
- Batería
- Piano eléctrico
- Teclados
- Armónica
- Banjo
- Voces

## Datos

### Dedicaciones
Cada una de las canciones de este disco posee una dedicatoria especial, escrita por Minimal. A continuación, se transcriben:
- "Dejar de matar, dejar de mentir": "Lo tocábamos en vivo con Flopa y Manza, así que debe ser del 2003. También conocido como el uruwashington".
- "La canción del tren": "Terminamos la letra con Flopa y Gabo tocando en mi casa. 2005".
- "Compañera": "Gracias Nadina. Te amo. Escrita a fines de 2005".
- "Disimular": "2005. Me hace acordar a cuando era chiquito y con mi hermano hacíamos las armonías vocales de "En Mi Cuarto" de Vivencia. No estoy solo, he descubierto la mañana".
- "Elástica": "1994. Digna representante de la no tan conocida Movida Psicodélica de Boedo".
- "Pioneros": "Escrita a fines de 2005 y esperando el 2012. Con incertidumbre pero sin miedo. Trabajando para el bien".
- "Monzón": "1994. Versión original cantada por Valentina Minimal y registrada por Manza en una porta".
- "Tornado violento": "1989. Hora cero, era minimal. La versión original se encuentra en Beat de Los Minimals. Lejos del disco de oro, ese cassette tuvo una ridícula tirada de 20 unidades".
- "A los amigos": "Escrita en enero de 2006. Un día me di cuenta que lo que más me gusta de la música es la interacción con otras personas. Gracias a todos por contagiarme esta pasión".
- "Milagritos": "Escrita a fines de 1995. Hoy, Milagros tiene 9 años, le gusta cantar y quiere formar un grupo".
- "Cada día un poco más": "Canción instantánea. Enero 2006".
- "Cosas que nos hacen sentir bien": "Por Luna, desde Caseros hasta el Ducó. Enero 2006".

### Otros datos
- "La canción del tren" es la única canción no realizada completamente por Minimal, quien además se encargó de la producción y todos los instrumentos.
- "Compañera" está dedicada a su mujer, Nadina.
- La canción de Vivencia que Minimal menciona, "En mi cuarto", en realidad se titula "Mi cuarto" y encabeza el disco del mismo nombre, de 1973 y segundo álbum del dúo de folk argentino.
- "A los amigos" contiene menciones a sus excompañeros de banda en Descontrol Pablo Poli y Alejandro Alez Barbieri, a Vicentico Fernández Capello y Flavio Cianciarulo de Los Fabulosos Cadillacs (los llama "los Gordos"), a Litto Nebbia y su banda La Luz (que Minimal integra), a Gabo Ferro y a sus compañeros de Pez, a los que llama "mis hermanos de sal".
- "Milagritos" está dedicada a Milagros, su sobrina, hija del locutor radial Bebe Sanzo.
- "Cosas que nos hacen sentir bien" fue escrita para su padre.

- Datos: Q6155506